# Philomidinae
Philomidinae (лат.) — подсемейство хальцидоидных наездников из семейства Perilampidae.

## Описание
Длина тела от 2 до 8 мм. Отличаются вертикальным пронотумом, который скрыт и сверху не заметен. Дыхальце мезоторакса расположено на стыке пронотума, мезоскутума и препектуса. Препектус не достигает тегул. Мандибулы с двумя зубцами. Ротовые части крупные, формула щупиков максимально до 4-3 (максиллярные щупики из 4 сегментов, а лабиальные из 3 члеников), глосса увеличена и двулопастная на вершине. Крылья с сильно редуцированным жилкованием. Петиоль короткий и широкий. Основная окраска буровато-чёрная.

## Биология
Паразитоиды перепончатокрылых насекомых (Hymenoptera, пчёлы семейства Halictidae).

## Распространение
Африка, Мадагаскар, Евразия.

## Классификация
Более 10 из 3 родов. Группа была выделена в 1924 году.
Некоторые авторы (Bouček 1988; Gibson et al. 1999) включали Philomidinae в состав семейства Eucharitidae.
- Aperilampus Walker, 1871 — Африка
  - Aperilampus brevicornis (Risbec, 1951)
  - Aperilampus discolor (Walker, 1862)
  - Aperilampus niayensis (Risbec, 1957)
  - Aperilampus rabeharisoae  Heraty, 2019 — Мадагаскар
  - Aperilampus varians Strand, 1911
  - Aperilampus spp. — Африка
- Philomides Haliday, 1862
  - Philomides aethiopicus Masi, 1939 — Эфиопия (Африка)
  - Philomides flavicollis Cameron, 1905 — Гибралтар, Европа
  - Philomides frater  Masi, 1926 — Юго-Восточная Азия
  - Philomides gigantea (Risbec, 1951) — Сенегал (Африка)
  - Philomides hamooniae Heraty, Derafshan & Ghafouri Moghaddam, 2019 — Иран
  - Philomides indicus Girish Kumar & Narendran, 2008 — Индия
  - Philomides lasallei  Heraty, 2019 — Мадагаскар
  - Philomides paphius Haliday, 1862 — Южная Европа
- Vidlinus Heraty, 2019
  - Vidlinus abercornensis  (Risbec, 1958) — Африка
    - =Philomides abercornensis Risbec, 1958

  - Vidlinus metallicus  (Risbec, 1958) — Африка
    - =Philomides metallicus Risbec, 1958